# Авенида Бельграно
Авенида Бельграно (исп. Avenida Belgrano) — один из основных проспектов южной части города Буэнос-Айрес, Аргентина. 
Идёт с востока на запад, параллельно проспектам, Авенида де Майо, Авенида Индепенденсия, Авенида Ривадавия и Авенида Корриентес; через районы Монсеррат, Бальванера, Альмагро.
Проспект назван в честь Мануэля Бельграно, аргентинского патриота девятнадцатого века, создателя национального флага. Ранее проспект имел названия: Санто-Доминго (с 1774), Пиран (1807), Бельграно (1822), Бельграно и Монсеррат (1845), и, наконец, нынешнее название с 1862 года. С момента основания Буэнос-Айреса в 1580 году, это была узкая улица, как и другие центральные улицы города даже сегодня. В 1904 году, когда власти города Буэнос-Айрес решили спроектировать расширение основных улиц, которое превратило улицу Бельграно в проспект, расширение произошло на участке от проспекта Авенида Энтре-Риос до Пасео Колон. В конце 1930-х годов проспект наконец, принял форму нынешней Авениды Бельграно.

## Путешествуя по улице
Проспект начинается от улицы Авенида Инхеньеро Уэрго, в непосредственной близости от района Пуэрто-Мадеро.
В нескольких метрах от этого проспекта, находится здание de la Aduana, а перед ней, площадь Педро Хусто Агустина.
Мало этого, на углу с проспектом Авенида Пасео-Колон, расположен Колониальный театр, вход в который на Авенида Пасео-Колон. Это здания неоколониального стиля было открыто в 1946 году под названием «Дом провинций и национальных территорий». С этого места, проспект начинает подниматься на холм, вдоль старых берегов Рио-де-ла-Плата, которая проходила по нынешней улице Балькарсе.
По адресу Авенида Бельграно 230 расположен дом генерала Эустакио Диаса Велеса, который был уволен за участие в организации Масорка и его дом конфисковали в результате неудавшейся революции Свободного Юга и после битвы при Касерос.
В доме под номером 350, между улицами 5 июля и Дефенса, расположен монастырь Санто-Доминго, он же мавзолей, в котором находится могила Генерала Бельграно, а в следующем квартале (между улицами Дефенса и Боливар) находится дом, где жил и умер этот знаменитый генерал, в настоящее время на фасаде здания расположена мемориальная доска.
По адресу Авенида Бельграно 575 находится пресвитерианская церковь Сан-Андрес построенная в 1894 году в центре города. Это работа архитекторов Эдвин Мерри и Рейнс. Стиль здания sobrio и характеризуется использованием кирпича для украшения фасада.
На перекрестке с улицей Перу под номером 691 расположено яркое здание Отто Вульфа, это ― произведение искусства стиля модерн работы датского архитектора Мортена Рённова, построенное на месте более старого дома в колониальном стиле, известного среди местных жителей под названием «Дом старой королевы» (исп. La Casa de la Virreina Vieja), который принадлежал Хоакину дель Пино и его семье. В 1910 году участок, на котором располагался «Дом королевы», был выкуплен бизнесменом Отто Вульфом, и в 1912 году на месте снесённого старого здания начались строительные работы, полностью завершившиеся два года спустя. На момент открытия дом Вульфа был одним из самых высоких зданий в Буэнос-Айресе. Художественное оформление здания изобилует фигурами диких животных, в том числе превосходных кондоров, пингвинов, фазаны и сов; но основным моментом являются атланты, поддерживающие структуру здания вплоть до первого этажа и башни-близнецы на вершине здания, которые олицетворяют принцессу Сисси и ее мужа Франца Иосифа I.
На пересечении с проспектом Диагональ Сур находится вход на станцию метро Бельграно, и здание SOMISA, структура которого была полностью выполнена из стали, и это здание являлось произведением искусства в 1970-е годы. Недалеко находится станция метро Морено на пересечении с проспектом Авенида 9 де Хулио.
Далее Авенида Бельграно характеризуется аллеями с многочисленными деревьями, которые дают тень и красоту природы. Кроме того, квартал известен как коммерческий сектор, где продаётся большое количество мебели, постельных принадлежностей и интерьера. В начале двадцатого века, в этом район проживало много испанских иммигрантов, этот факт, что находит свое отражение в архитектуре проспекта и наличием антикварных магазинов.
По Бельграно 1151 находится церковь Nuestra Señora de Monserrat. Открытая в 1865 году, работы архитектора Мануэля Раффо. По Бельграно 1436 находится здание Casa Rossello, принадлежащее колледжу Богоматери Милосердия (Nuestra Señora de la Misericordia). В квартале между улицами Виррей Севальос и Президент Луиса Саэнс Пенья, находится центральное отделение полиции города, здание построено по проекту архитектора Хуана Антонио Бучиасо (Buschiazzo). Бельграно 1548 работает колледж Лос-Роблес, а в здании под номером 1746 является резиденцией фонда Favaloro.
После пересечения проспекта Авенида Энтре-Риос на границе района Бальванера, расположен Hospital Español.
При пересечении с улицей Паско, находится базилика Санта-Роса-де-Лима. Романское святилище, созданное Алехандро Христоферсеном на деньги, пожертвованные семьями аристократии. Открыто в 1934 году. На противоположной стороне находится санаторий Centro Gallego de Buenos Aires, что является знаком сильного испанского присутствия в этом квартале, работа архитекторов Асеведо, Беку и Морено. По Бельграно 2530 работает клиника Ciudad de la Vida.
Квартал ограниченный проспектом Бельграно, улицами Ла-Риоха, Дин Фюнес и Морено полностью занят больницей Hospital Español de Buenos Aires. Здание было построено в 1906 году в ново-каталонском стиле модерн по проекту архитектора Джулиана Гарсиа Нуньес. Но в 1960-х годах здание было разрушено, с целью его расширить и потеряло половину своего фасада, и, таким образом и симметрию здания.
На Бельграно 3219 находятся двух высотные жилые здания (Torres De Buenos Aires, называемые как «Солнце» и «Луна»), построенные архитектором Dujovne-Hirsch по 450 квартир. Далее по проспекту находятся небоскрёбы «Морено» и «Лория», граничащие с улицей, завершающей этот жилой комплекс. На углу с Авенида Боэдо расположен небольшой квартал, затем ещё два квартала (в районе Кастро Баррос) где Авенида Бельграно становится узкой улицей. На Бельграно 3767 находится начальная школа «Антонио Бермехо». Заканчивается проспект на улице Мунис, в 100 метрах от проспекта Авенида Ривадавия, в районе Альмагро.